# Newtownabbey
Newtownabbey är en ort i Storbritannien.   Den ligger i distriktet Antrim and Newtownabbey och riksdelen Nordirland, i den västra delen av landet, 500 km nordväst om huvudstaden London. Newtownabbey ligger 15 meter över havet och antalet invånare är 63 860.
Närmaste större samhälle är Belfast, 7 km söder om Newtownabbey.